# Micheline Bernardini
Micheline Bernardini (Colmar, 1º dicembre 1927) è una danzatrice e modella francese, nota per essere stata la prima indossatrice di un bikini.
Lavorò come danzatrice e spogliarellista al Casino de Paris.

## Biografia
Nel 1946 fu scelta da Louis Réard come prima indossatrice di un bikini presso la piscina Molitor di Parigi.
Nel 2011 una sua immagine come modella del 1946 comparve in un episodio   della serie televisiva reality Love Lust intitolato The Bikini.
Bernardini si trasferì poi in Australia, ove comparve tra il 1948 e il 1958 in numeri di varietà al Tivoli Theatre di Melbourne.
Sposò in seguito un soldato statunitense e si trasferì negli Stati Uniti d'America, dove continuò a lavorare come attrice fino al 1970.